# União das Freguesias de São Julião e Silva
Die União das Freguesias de São Julião e Silva ist eine portugiesische Gemeinde (Freguesia) im Kreis (Concelho) Valença im Nordwesten Portugals.

## Geschichte
Die Gemeinde entstand im Zuge der Gebietsreform vom 29. September 2013 durch die Zusammenlegung der ehemaligen Gemeinden São Julião und Silva. São Julião wurde Sitz der neuen Verwaltung.

## Demographie
| Freguesia | Freguesia          | Freguesia | Freguesia       | ehemalige Freguesias | ehemalige Freguesias | ehemalige Freguesias | ehemalige Freguesias |
| --------- | ------------------ | --------- | --------------- | -------------------- | -------------------- | -------------------- | -------------------- |
| Wappen    | Freguesia          | Einwohner | Fläche in (km²) | Wappen               | Freguesia            | Einwohner            | Fläche in (km²)      |
|           | São Julião e Silva | 600       | 8,18            |                      | São Julião           | 363                  | 5,19                 |
|           | São Julião e Silva | 600       | 8,18            | Silva                | 260                  | 2,99                 |                      |